# Claude Farrère
 Der er for få eller ingen kildehenvisninger i denne artikel, hvilket er et problem. Du kan hjælpe ved at angive troværdige kilder til de påstande, som fremføres i artiklen.

Claude Farrère (pseudonym for Frédéric-Charles Bargone, født 27. april 1876 i Lyon, død 21. juni 1957 i Paris) var en fransk forfatter, der i 1905 fik Goncourtprisen for romanen Les Civilisés.

## Titler oversat til dansk
- Manden, der myrdede: en fransk Militærattachés Dagbog fra Konstantinopel (1914)